# Warriorklasse

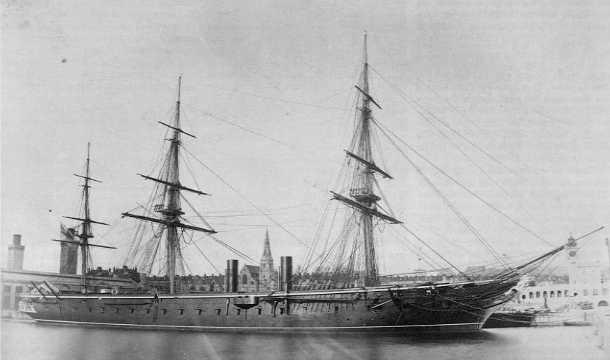
HMS Warrior in 1860

De Warriorklasse was een Britse scheepsklasse die twee Ironclad-schepen omvatte. Het ontwerp en de bouw van de schepen was een reactie op de bouw van de Gloire en de schepen van de Gloireklasse door Frankrijk. Vanwege het enkele kanonsdek werden de schepen van de Warriorklasse in die tijd gepantserde fregatten genoemd. Het ontwerp was afkomstig van Isaac Wats en John Scott Russell.

## De schepen
- HMS Warrior
- HMS Black Prince

## Technische kenmerken

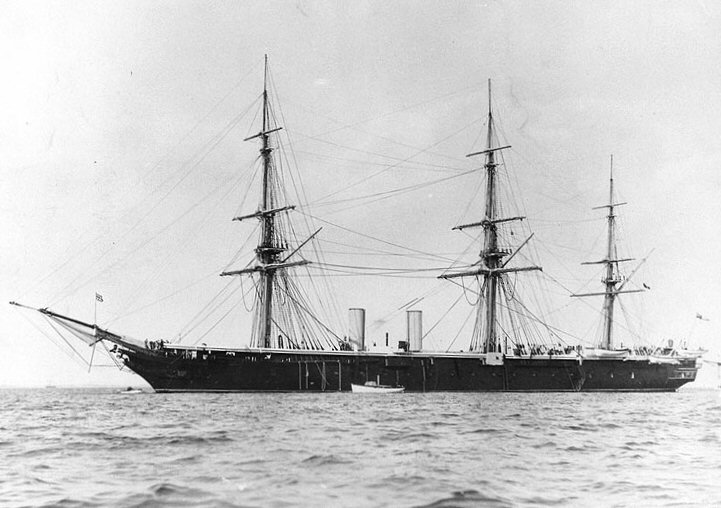
HMS Black Prince

De schepen van de Warriorklasse hadden een afmeting van 115,9 meter bij 18 meter met een diepgang van 7,9 meter. In tegenstelling tot de Franse tegenhangers van de Gloireklasse vormde de basis voor deze schepen een ijzeren raamwerk in plaats van een houten casco. De pantsergordel van de schepen was 64,9 meter lang en 6,7 meter breed. Dit pantsergordel was opgebouwd uit platen van 4,6 bij 0,9 meter die 4.060 kg per stuk wogen. Dit alles zorgde ervoor dat de schepen een waterverplaatsing hadden van 9.824 ton.
De schepen waren getuigd als volschip en konden onder zeil een snelheid van 13 knopen, naast zeil waren de schepen uitgerust met 10 rechthoekige stoomketels die 1 schroef aandreven. De stoomketels produceerden een vermogen van 5.267 pk. De Warrior had een schroef die uit het water kon worden getild en de Black Prince een vaste schroef. Vanwege hogere schoorstenen kon de Warrior varend op de schroef een snelheid halen van 13 knopen en de Black Prince 11 knopen. Wanneer varend onder zeil en met de schroef konden de beide schepen een snelheid halen van 17 knopen.

## Bewapening
In eerste instantie waren de schepen uitgerust met 4 × 250 mm voorladerkanonnen, 28 × 180 mm voorladerkanonnen en 4 × 20 ponder achterladerkanonnen. Pas in 1880 werden de voorladerkanonnen vervangen door achterladerkanonnen, veel later dan bij andere marines. De oorzaak hiervan was dat de Britse marine in het begin nogal wat problemen had met achterladerkanonnen, door fouten in de loop en afsluitmechanisme van de kanonnen die de Britse marine gebruikte in de jaren 60 van de negentiende eeuw.

## Trivia
De Black Prince heeft uiteindelijk tot 1926 gediend bij de Britse marine en de Warrior is tegenwoordig een museumschip in het Britse Portsmouth en is voor het publiek toegankelijk.